# Umzumbe
Umzumbe ist ein Küstenort in der südafrikanischen Provinz KwaZulu-Natal und ein Teil der Ortschaft Hibberdene. Umzumbe befindet sich in der Gemeinde Ray Nkonyeni im Distrikt Ugu.
2011 hatte die Siedlung 366 Einwohner. Er liegt auf Meereshöhe ungefähr 95 Kilometer südlich von Durban und fünf Kilometer südlich von Hibberdene. Der Mzumbe River mündet bei Umzumbe ins Meer. Der Ort liegt inmitten eines Dünenwaldes.
Umzumbe ist ein naturnaher Ferienort. Er gilt als beliebtes Urlaubsziel für Rentner und Familien.